# 프리드리히 빌헬름 요제프 셸링
프리드리히 빌헬름 요제프 폰 셸링(독일어: Friedrich Wilhelm Joseph von Schelling, 1775년 1월 27일 ~ 1854년 8월 20일)은  독일의 철학자이다. 독일 관념론의 완성자로 불리기도 하며, 그 발전도상에서 주로 셸링의 초기 스승이었던 요한 고틀리프 피히테와, 초기의 친우이며 후에 경쟁자가 된 게오르크 빌헬름 프리드리히 헤겔 사이에 위치한 것으로 서술된다.
셸링의 철학은 특히 영어권에서 잘 다루어지지 않았으며 그의 "자연철학"(Naturphilosophie) 개념은 경험적 증거가 부재하며 유추에 의지한 것으로 비판받았다. 그러나 이후에 그의 철학이 다시 주목받아 새로 검토되고 있다.

## 성장
셸링의 아버지는 루터파 신학자였다. 게오르크 빌헬름 프리드리히 헤겔, 프리드리히 횔덜린과 함께 튀빙겐 신학교에서 수학하였다. 재학 중 철학으로 전향하였다. 셸링은 요한 고틀리프 피히테와 바뤼흐 스피노자에 의해 자극받았으며, 초월론 철학에 관한 저작을 발표하고, 그 후 라이프치히에서 당시의 자연과학을 접하게 되어 자연철학으로 불리는 자연의 형이상학적 근거지움에 관한 저작을 정력적으로 발표하였다. 그 저작들 중 하나인 ‘세계의 영혼에 관하여’를 괴테에게 인정받아 예나대학의 조교수로 초빙되었다.

## 생애
피히테의 예나 대학교 사직 후 철학 정교수가 된 셸링은 "내 철학체계의 서술"에서 피히테가 가한 비판을 계기로 점차 피히테와 자기의 철학적 차이를 자각하여 양자는 완전히 결별하고, 1802년의 대화편 "브루노" 등에서 공공연히 피히테를 비판하기에 이르렀다. 아우구스트 빌헬름 슐레겔의 아내였던 카롤리네와의 연애 사건 및 예나에서의 보수파와의 대립에 의하여 셸링은 예나로부터 퇴거하여 한때 뷔르츠부르크 대학교에 적을 옮겼다. 그 후 1806년 뮌헨으로 이주하였다. 1807년 헤겔의 "정신현상학"에서 셸링의 동일철학이 비판되고 이것으로써 튀빙엔 이래의 두 사람의 우정은 끝나고 이후 헤겔은 셸링에게 있어 가장 중요한 논적 중 한 사람이 되었다. 아내 카롤리네의 죽음 직전에 출판된 "인간적 자유의 본질"(1809) 이후로는 거의 공적인 저술활동으로부터 물러나 오로지 강의와 "세계의 세대들"을 시초로 하는 미간행 초고의 저술에 힘썼다.

## 영향
셸링 사상의 시기구분에는 많은 설들이 있으나 이 "인간적 자유의 본질" 이후를 중기 또는 후기사상으로 보고 그 저작까지를 전기사상으로 부르는 것이 일반적이다. 셸링 자신은 자신의 전기철학을 소극철학, 후기철학을 적극철학 이라 부르고 헤겔 등 다른 철학자는 소극철학에만 관련되어 있다고 인정되고 있다. "인간적 자유의 본질"은 셸링이 에팅거 및 가톨릭 신학자 프란츠 폰 바더를 통하여 알게 된 야콥 뵈메의 사상에 크게 영향을 받았다.
뮌헨 대학교 개교와 동시에 철학교수로 취임 강의를 행함과 동시에 뮌헨을 수도로 하는 바이에른 왕가의 왕자 막시밀리안의 가정교사로서 국정에도 관여하여 후에 그 공적으로 귀족에 서임되었다.
후에 헤겔의 사후 베를린 대학교 철학교수로서 초빙되어 "계시의 철학" 등을 강의하였다. 저술의 일부는 사후에 아들인 K.A. 셸링에 의하여 편집되어 전집으로 출판되었다. 현재는 역사적 비판적 전집이 간행되는 중이다.

## 같이 보기
- 영원 철학

## 참고 문헌
- 셸링 『철학의 원리로서의 자아』 / 김상현 pdf